# ماريا باولا فارغاس
ماريا باولا فارغاس (بالإسبانية: Maria Paula Vargas) هي لاعبة جمباز فني إسبانية، ولدت في 13 أكتوبر 1995 في بلنسية في فنزويلا.

## روابط خارجية
- ماريا باولا فارغاس على موقع الاتحاد الدولي للجمباز (licence) (الإنجليزية)
- ماريا باولا فارغاس على موقع الاتحاد الدولي للجمباز (biography) (الإنجليزية)
- ماريا باولا فارغاس على موقع أوليمبيديا (الإنجليزية)